# Магнетоплюмбіт
Магнетоплюмбі́т (рос. магнетоплюмбит; англ. magnetoplumbite; нім. Magnetoplumbit m) — мінерал, оксид свинцю, манґану та заліза.

## Загальний опис
Хімічна формула: 1. За Є. Лазаренком: PbFe12O19. 2. За К.Фреєм: Pb(Mn, Fe)6O10.
Склад у % (з родов. Лонґбан): PbO — 20,02; Fe2O3 — 52,22.
Домішки: Mn2O3, TiO2, MnO, Al2O3.
Сингонія гексагональна.
Вид: дигексагонально-дипірамідальний.
Густина 5,517.
Твердість: 6,5.
Спайність досконала. Кристали гостропірамідальні.
Колір чорний, сіро-чорний.
Риса темно-коричнева. Сильно магнітний.
В районі Лангбан (Швеція) зустрічається з марганцевистим біотитом. Названий за магнітними властивостями і вмістом свинцю (G. Aminoff, 1925).